# Скай
Скай (англ. Isle of Skye, гэльск. An t-Eilean Sgitheanach) — остров в составе архипелага Внутренние Гебриды, на западе Шотландии. Административно относится к округу Хайленд.
Остров был заселён с эпохи мезолита, долгое время находился под властью норвежцев, а позже — шотландских кланов Маклауд и Макдональд. Подавление якобитских восстаний в XVIII веке привело к разрушению старого уклада жизни на острове, многие жители были изгнаны, а на их землях были устроены пастбища. В конце XX века вновь начал наблюдаться рост населения. Доля носителей шотландского кельтского (гэльского) языка, хоть она и упала за последнее столетие, остаётся достаточно высокой для Шотландии и составляет около трети населения. На Скае проживают 10 008 жителей (2011), что делает его четвёртым по населённости островом Шотландии.
Основой экономики острова служат туризм, сельское хозяйство и рыбная ловля. Крупнейший населённый пункт — Портри — известен своим живописным портом. Скай связан с Шотландией и окружающими островами паромами и автомобильным мостом. Климат здесь влажный, морской, с частыми осадками в любое время года. Флора и фауна острова достаточно богаты, большие территории заняты вересковыми болотами. Скай служил местом действия различных книг и фильмов, а также упоминается во многих народных песнях.

## Этимология
Впервые остров упоминается в древнеримских документах, таких как Равеннская космография, где он назван Scitis; на карте Птолемея он называется Scetis. Возможно, эти названия происходят от кельтского skitis, «крылатый» — из-за формы острова, представляющей собой гористый центр с расходящимися от него полуостровами. Тем не менее точная этимология названия не установлена.
В скандинавских сагах остров назван Skíð: например, в «саге Хокона Хоконссона» и в скальдической песне 1230 года из «Круга Земного». Остров также назывался викингами Skuy («туманный остров»), Skýey и Skuyö («облачный остров»). Традиционное гэльское название острова на шотландском языке — An t-Eilean Sgitheanach («остров Скай»). Сегодня используется и более позднее написание — An t-Eilean Sgiathanach.
Гэльское поэтическое название острова — Eilean a' Cheò, то есть «туманный остров» — является прямым переводом одного из скандинавских названий.

## География
Площадь острова — 1656,25 км², что делает его вторым по величине островом страны после Льюис-энд-Гаррис (не считая самой Великобритании).
Рельеф местности — гористый, высшая точка — 993 м над уровнем моря (гора Сгурр-Аласдайр), что делает остров третьим по высоте среди Британских островов после Великобритании и Ирландии. От холмов Куллин-Хиллс в центре острова расходятся полуострова, испещрённые множеством заливов. В результате этого ни одна точка острова не отдалена от моря более, чем на 8 км.
Холмы Куллин-Хилс (Блэк-Куллин), сложенные в основном из базальта и габбро, где расположено 12 вершин высотой более, чем 3000 футов (так называемые «Мунро»), примечательны для альпинистов и туристов. Подъём на вершину Sgùrr a' Ghreadaidh занимает первое место по времени, которое требуется для его осуществления, в Британии, а Sgùrr Dearg является единственной вершиной Шотландии, требующей для подъёма использование специального снаряжения. Холмы Ред-Куллин к северо-востоку от Блэк-Куллин сложены из гранита, и в результате его эрозии имеют более пологие склоны. Высочайшая точка — Гламагь (Glamaig, 775 м.). Извержение Ред-Куллин, возможно, послужило причиной глобального потепления на 5-8 градусов по Цельсию на острове около 56 млн лет назад.
На северном полуострове — Троттерниш — из пород распространён базальт, благодаря чему полуостров имеет плодородную почву и необычные скальные формации.
На северо-восточной части полуострова расположена местность Quiraing, где возвышается множество скалистых вершин, а на южной — массив Те-Сторр (The Storr).
К западу от Троттерниш находится полуостров Уотерниш, отделённый от Дуирниш заливом Лох-Данвеган с островом Ишей. Залив окаймляют крутые скалы высотой до 295 метров.
Заливы Лох-Бракадейл и Харпорт и остров Уиэй лежат между Дуирниш и Мингиниш, где расположены узкие долины Талискер и Бриттл. Пляжи полуострова сложены из чёрного базальтового песка.
Стратэрд — маленький полуостров у подножья холмов Куллин-Хилс, где расположено всего несколько ферм; у его берегов лежит островок Соэй. Коренной породой южного полуострова Слейт является песчаник, отчего его почва болотистая и мало годится для сельского хозяйства, хотя на восточных его берегах есть более плодородные почвы. Острова Разей, Рона, Скалпей и Пабей расположены между северо-восточным берегом и большой землёй.

### Населённые пункты
Портри у основания полуострова Троттерниш — крупнейший населённый пункт острова (2264 жителей в 2011 году) — является его экономическим центром. В Бродфорде на востоке острова расположен единственный аэродром. Данвеган на северо-западе знаменит своим замком и рестораном «Три трубы». На берегу Уотерниша расположен старейший паб острова, Stein Inn, открытый в XVIII веке.
Паромы на Внешние Гебриды отходят из Уига на западном побережье Троттерниша.

### Климат
Из-за соседства Атлантического океана и Гольфстрима климат на острове влажный, морской, с частыми осадками в любое время года (подобно другим островам на западе Шотландии). Средняя температура (на полуострове Троттерниш) в январе достигает 6,5 °C, а в июле — 15,4 °C.
Снег здесь очень редок, заморозки тоже случаются гораздо реже, чем в остальной Шотландии. Ветер, скорость которого достигает 128 км/ч, ограничивает рост растений. Особо сильные ветра дуют на открытом побережье Троттерниша и Уотерниша. Осадки достигают 1500—2000 мм в год, а на Куллин-Хилс могут быть и выше. Северная часть острова более сухая, чем южная: например, в Бродфорде выпадает более 2870 мм осадков в год.
В мае, самом солнечном месяце, на Троттернише около 200 солнечных часов.
| Показатель                    | Янв.  | Фев.  | Март  | Апр. | Май  | Июнь | Июль  | Авг.  | Сен.  | Окт.  | Нояб. | Дек.  | Год    |
| ----------------------------- | ----- | ----- | ----- | ---- | ---- | ---- | ----- | ----- | ----- | ----- | ----- | ----- | ------ |
| Средний суточный максимум, °C | 6,4   | 6,8   | 8,2   | 10,8 | 13,9 | 15,5 | 16,8  | 16,8  | 14,7  | 11,7  | 8,7   | 6,7   | 11,4   |
| Средний суточный минимум, °C  | 1,6   | 1,5   | 2,3   | 3,9  | 6,1  | 8,5  | 10,5  | 10,4  | 8,5   | 6,2   | 3,8   | 1,7   | 5,4    |
| Среднее число дней с осадками | 21,8  | 18,5  | 21,1  | 14,7 | 13,8 | 14,4 | 16,5  | 17,6  | 19,0  | 23,3  | 21,9  | 20,7  | 223,2  |
| Норма осадков, мм             | 211,2 | 158,2 | 160,4 | 93,9 | 79,2 | 81,4 | 106,7 | 129,3 | 169,6 | 209,2 | 209,3 | 197,8 | 1806,2 |
| Источник:                     |       |       |       |      |      |      |       |       |       |       |       |       |        |

### Растительный и животный мир
На острове можно увидеть многих представителей пернатых: например, коростель, гагару, моевку, беркута,чистика, гоголя, тупиков. Яйца последней пары орланов-белохвостов были найдены коллекционером в 1916, сегодня вид реинтродуцирован. Альпийские галки последний раз были замечены на острове в 1900 году.
Из грызунов распространены заяц-беляк и дикий кролик, из хищников — лесной кот и куница.
Реки острова богаты форелью и лососем, на берегах водится кутора. В прибрежных водах водятся устрицы, крабы, змеехвостки и другие моллюски.
На острове большие площади покрывают вересковые болота, где произрастают вереск, эрика сизая, эрика четырёхмерная, восковница обыкновенная и овсяница. На Троттерниш представлена разнообразная арктическая и альпийская флора, например мшанка и минуарция. На полях полуострова Уотерниш растёт златоцвет посевной и торица полевая, а на скалах полуострова Дуирниш — дриада восьмилепестная и баранец обыкновенный. На Мингиниш встречаются лён слабительный и пазник. В лесах полуострова Слейт растёт ясень, берёза повислая, лещина, черёмуха и боярышник.

## Геология
Извержение с Красных холмов на острове Скай около 56 млн лет назад, возможно, явилось причиной глобального повышения на 5—8 градусов температуры на Земле.

## История

### Доисторический период
Стоянка охотников-собирателей в районе Стаффина, датированная VII тысячелетием до нашей эры, является одной из древнейших в Шотландии. На берегах пролива Иннер-Саунд, между островом Скай и большой землёй, археологами было найдено 33 объекта, возможно, относящихся к мезолиту. Находки на западном берегу острова микролитов из гелиотропа — скорее всего, попавшие туда с острова Рам — тоже относят к мезолиту.
На Ру-ан-Дунань — необитаемом полуострове к югу от Куллин-Хилс — было сделано немало находок, начиная с эпохи неолита. Там расположены каменные курганы II или III тысячелетия до нашей эры, форт каменного века и остатки поселения, существовавшего в бронзовом веке и позже. Озеро Лох-на-х-Арде, расположенное на полуострове, связано с морем «каналом викингов», который относят к позднему периоду норвежского заселения острова. На полуострове Стратэрд расположен Dun Ringill — форт каменного века, вновь укреплённый в Средневековье кланом Мак Киннон.

### Ранняя история
В конце железного века Гебридские острова, вероятно, были заселены пиктами, но о том периоде существует крайне мало свидетельств. Три камня с символикой пиктов были найдены на острове Скай, ещё один — на Разей. Больше сведений есть о королевстве Дал Риада на юге. В жизнеописании Колумбы, написанном в VII веке, описывается посещение святым острова Скай, где он крестил местного вождя.
Ирландские анналы описывают несколько событий на острове в VII—VIII веках — в основном связанные с борьбой местных правителей, описанной в «Scéla Cano meic Gartnáin».
Гебриды находились под властью норвежцев с IX века до Пертского договора 1266 года. Некоторые утверждают, что клан Маклауд ведёт свой род от местных викингов. Эти традиции отражены в зимнем фестивале в Данвеган, где ежегодно сжигают реконструкцию драккара.

### Кланы и шотландское правление
После ухода викингов важнейшими кланами острова являлись клан Маклауд, вначале располагавшийся на полуострове Троттерниш и клан Макдональд из Слейта.
После распада королевства островов, Маккинноны тоже стали отдельным кланом, их земли располагались в основном на Strathaird. Клан Макникейл был связан с полуостровом Троттерниш, а клан Макиннс в XVI веке переселился на Слейт.
Между Макдональдами с Саут-Уиста и Маклаудами была давняя вражда. В 1578 году отряд с Уиста приплыл на 8 лодках на Уотерниш и напал на церковь Трампан; все прихожане сгорели заживо, кроме девочки, вызвавшей помощь. Подоспевший отряд Маклаудов перебил всех нападающих. Это происшествие известно как Battle of the Spoiling Dyke.
После поражения якобитов в 1746 году Флора Макдональд прославилась спасением «принца Чарли», переправив его с острова Уист на Скай в лодке под видом своей служанки. Флора была похоронена на полуострове Троттерниш. После подавления восстания система кланов была разрушена и остров был поделен между несколькими крупными землевладельцами.
На острове осталось множество памятников того периода. Замок Данвеган принадлежал клану Маклаудов с XIII века, там хранятся фамильные реликвии клана — «Флаг фей», Данвеганская чаша и рог Рори Мора. Замок Армадейл XVIII века, принадлежавший клану Макдональд со Слита, был заброшен в 1925 году, но позже превращён в туристический центр. Неподалёку расположены руины двух других замков клана — замок Нок и замок Dunscaith («замок теней»), традиционно связываемый с именем легендарной воительницы Скатах. От замка Caisteal Maol, построенного в XV веке у Кайлакин и принадлежавшим МакКиннонам, остались лишь руины.

### Изгнание жителей
В конце XVIII века сбор водорослей занимал важное место в местной экономике, но с 1822 дешёвый импорт разрушил эту отрасль на Гебридах. Кроме того, в XIX веке жители пострадали от голода и изгнания со своих земель: в течение всего лишь 40 лет, от 1840 до 1880 года, 30 000 местных жителей были вынуждены покинуть свой дом; многие из них эмигрировали в Америку. Например, жители посёлка Лоргилл на западном берегу Дуирниш были изгнаны 4 августа 1830. Все жители младше 70 лет были депортированы под угрозой тюремного заключения, а старики — отправлены в богадельню. В 1882 у Камастианавейг произошло крупное столкновение между местными жителями, не желавшими быть изгнанными, и полицией, специально присланной из Глазго. Эти беспорядки послужили одной из причин создания комиссии Нейпира, которая рассматривала положение фермеров в Шотландии. Беспорядки на острове прекратились лишь после издания в 1886 году закона, закрепившего права арендаторов земель. Сегодня руины опустевших деревень можно увидеть в Лоргилл, Берейг и Съюшниш в Страт-Суардал, и в Тасдейл на Мингиниш.

## Население

### Изменение численности населения
| Год       | 1755   | 1794   | 1821   | 1841   | 1881   | 1891   | 1931  | 1951  | 1961  | 1971  | 1981  | 1991  | 2001  | 2011   |
| --------- | ------ | ------ | ------ | ------ | ------ | ------ | ----- | ----- | ----- | ----- | ----- | ----- | ----- | ------ |
| Население | 11,252 | 14,470 | 20,827 | 23,082 | 16,889 | 15,705 | 9,908 | 8,537 | 7,479 | 7,183 | 7,276 | 8,847 | 9,232 | 10,008 |

Так же, как и на многих других островах Шотландии, население острова Скай достигло наибольшей отметки в XIX веке, после чего стало уменьшаться из-за изгнания населения и потерь в Первой Мировой.
Начиная с XIX века и вплоть до 1975 года остров административно входил в Инвернессшир, при этом власти, по многим утверждениям, мало занимались развитием острова. В 1971 году население острова составляло лишь треть от наибольшего показателя 1841 года. В конце XX века наблюдался некоторый рост населения и за 30 лет (до 2001) оно увеличилось на 28 %.
С 1991 по 2001 год население острова возросло на 4 % (за тот же период общее население шотландских островов уменьшилось на 3 %). В 2011 году население выросло ещё на 8,4 % и достигло 10 008 человек, в то время как население шотландских островов выросло на 4 %.

### Шотландский гэльский язык на острове
Традиционно на острове Скай шотландский язык (гэльский) был основным языком, но в XX веке его положение сильно изменилась. Согласно переписям 1901 и 1921 годов, во всех приходах острова более 75 % населения говорили на гэльском. В 1971 году подобное сохранилось лишь в одном приходе (Килмьюр), в остальных же процент носителей языка составлял от 50 % до 74 %. В 2001 в Килмьюр менее 50 % населения владели гэльским, а в общем на острове на нём говорил 31 %; больше всего носителей языка было на севере и юго-западе острова.

### Религия
Кроме приверженцев Церкви Шотландии и небольшого количества католиков, многие жители острова относят себя к Свободной церкви Шотландии.

## Органы власти и политика
Остров Скай входит в одномандатный избирательный округ Skye, Lochaber and Badenoch, от которого избирается депутат в Шотландский парламент; кроме того, он является частью одномандатного округа Ross, Skye and Lochaber, от которого избирается депутат в парламент Великобритании.

## Экономика
Крупнейший работодатель на острове Скай — государственный сектор, где занято около трети работающего населения (в основном, в администрации, образовании и здравоохранении).
Следующий по значимости сектор — гостиничный и ресторанный бизнес и обслуживание, во многом полагающиеся на туризм. Главными достопримечательностями острова являются замок Данвеган, центр посетителей клана Дональд и выставочный центр Арос в Портри. Бо́льшая часть земель, особенно в северной части острова, принадлежит государству.
Частный сектор представлен множеством мелких фирм. У Лох-Харпорт, на западном берегу острова, расположена винокурня Talisker, производящая односолодовый виски. Три сорта виски производит винокурня Pràban na Linne, расположенная в Айлорнсей. Кроме того, на острове действуют компании, разрабатывающие программное обеспечение.
Определённое значение для экономики имеет фермерство: на острове около 2 000 ферм, из которых 100 — крупные.
Объём рыболовства в XX веке сократился, большое значение сегодня имеет рыбоводство, особенно разведение форели и омаров.
Безработица на острове выше, чем в среднем в Хайленде, и зачастую является сезонной, так как многие жители зависят от туризма.

## Транспорт
Остров Скай связан с Великобританией мостом Скай (англ. Skye Bridge), паромами Armadale — Маллейг и Кайлра — Гленелг. Существует также паромное сообщение с другими островами, действуют линии Уиг — Тарберт (остров Гаррис), Уиг — Лохмадди (Норт-Уист) и Сконсер — Разей.
Мост Скай между Кайлакин и Кайл-оф-Лохалш был построен частной компанией и открыт в 1995. Высокая плата за проезд по нему (£5,70 в одну сторону) вызвала недовольство населения, и 21 декабря 2004 мост был приобретён шотландским правительством, отменившим проездную плату.
Остров связан автобусным сообщением с Инвернессом и Глазго, есть также местные линии, выходящие из Портри и Бродфорда. К острову подходят две железнодорожные линии: из Кайл-оф-Лохалш (через мост) в Инвернесс и из Маллейг (паром из Армадейл) в Глазго.
Аэродром в Ашейг, около Бродфорда, используется частными самолётами и, иногда, для эвакуации больных в госпитали на большой земле.
Дорога A87 пересекает весь остров от моста Скай до Уига. Она связывает большинство крупных поселений острова. Многие дороги на острове были расширены за последние десятилетия, хотя всё ещё остаётся много участков шириной в одну машину.

## Культура
На острове сильны традиции народной музыки, в последние годы приобретают популярность также танцы и рок-музыка. Группа «Runrig», поющая в том числе на шотландском кельтском языке, начинала свою деятельность на острове; их второй сингл назывался «Скай».
Солист группы «Jethro Tull» Иэн Андерсон владел землёй на острове и написал о нём несколько песен — например, Dun Ringil, Broadford Bazaar, и Acres Wild. В прошлом (2005—2007) на острове проводился музыкальный фестиваль Isle of Skye Music Festival.
На острове разворачиваются события романа Вирджинии Вулф «На маяк».
Он служил местом съёмок для фильмов «Флэш Гордон», «Звёздная пыль», «Прометей».
В Бродфорде выходит газета «West Highland Free Press», основанная в 1972 году. На острове популярна игра шинти (шотландский вид спорта, родственнsq хокке.).

### Образование
Студенты, изучающие шотландский гэльский язык, со всего мира приезжают в государственный высший колледж Sabhal Mòr Ostaig (Университет Хайленда и островов), расположенный близ деревни Килмор на полуострове Слейт.

## Галерея
- Скала Олд-Мен-оф-Сторр
- Прибрежные скалы острова
- Мыс Нист-Пойнт
- Вид на пик Бла-Веннь из бухты Лох-Слапин
- Западные склоны Bastier Tooth в холмах Куиллин
- Водопад на реке Ра между Стаффином и Уигом
- Скальные пики Те Сторр, показанные в начале фильма Прометей